# Aeroportul Wakaya Island
Aeroportul Wakaya Island (IATA: KAY, ICAO: NFNW) este un aeroport din Fiji.
Situat la o altitudine de 40 m, aeroportul dispune de o singură pistă.